# Gekko gulat
Gekko gulat là một loài thằn lằn trong họ Gekkonidae. Loài này được Brown, Diesmos, Duya, Garcia & Rico mô tả khoa học đầu tiên năm 2010 dưới danh pháp Luperosaurus gulat.
Phân bố: Philippines (Palawan).
Nghiên cứu năm 2020 của Wood et al. xác nhận nó là một phần của chi Gekko.